# José María González Suárez
José María González Suárez (n. 1953) es un político y maestro español, coordinador general de Izquierda Unida de Castilla y León entre 2005 y 2016, y procurador de la viii legislatura de las Cortes de Castilla y León.

## Biografía
Nacido en el municipio asturiano de Aller en 1953, en el seno de una familia minera, en 1974 trasladó su lugar de residencia a la provincia de Ávila, donde desde entonces ejerció la profesión de maestro. En Ávila se afilió al Partido Comunista y allí comenzó su carrera en Izquierda Unida (IU), que le llevó a ser coordinador a nivel provincial de IU (1986-1997), coordinador general de la formación a nivel autonómico (2005-2016) y miembro de la Presidencia Federal desde mayo de 2005.
Desempeñó el cargo de concejal de IU en el Ayuntamiento de Ávila desde el año 1991 hasta su renuncia el 14 de octubre de 2005, con ocasión de su elección como coordinador general de Izquierda Unida de Castilla y León (IU-CyL). Número uno de la candidatura de IU-CyL por la circunscripción electoral de Valladolid para las elecciones a las Cortes de Castilla y León de 2011, resultó elegido procurador, integrándose en el grupo mixto, en el cual llegó a ejercer de portavoz. Derrotado por José Sarrión en 2015 en las primarias de IU-CyL para el candidato propuesto de la formación para la presidencia de la Junta de Castilla y León, un año más tarde, en 2016, fue también sucedido por este último como coordinador general de IU-CyL.